# The Others

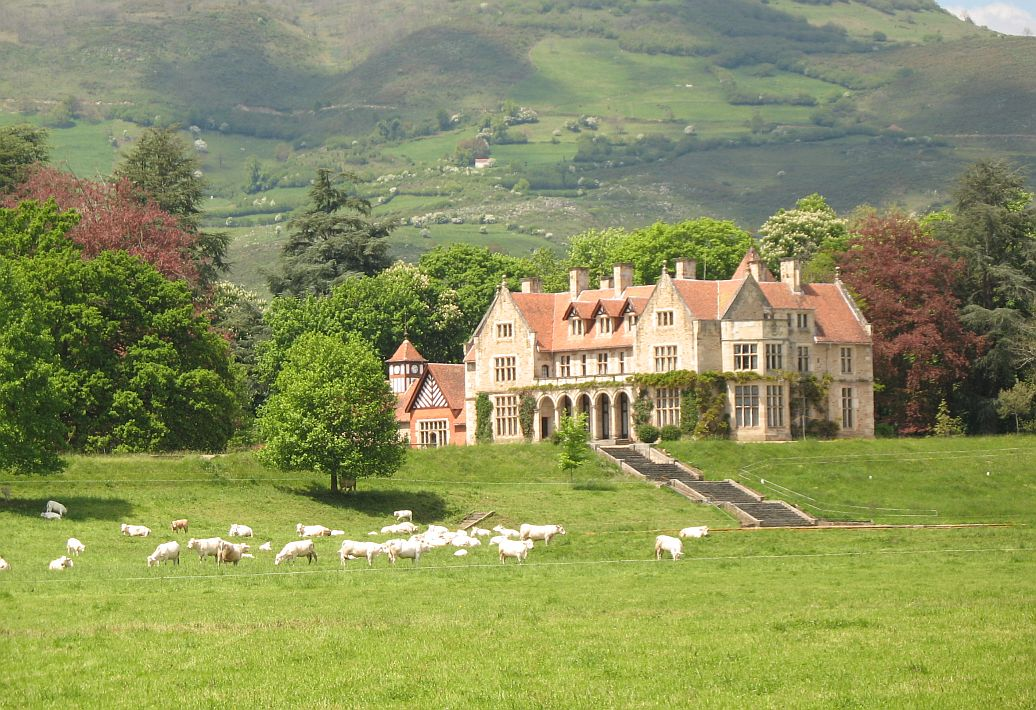
Drehort: Palacio de Los Hornillos in Las Fraguas

The Others ist ein Mystery- und Psychothriller und Horrorfilm aus dem Jahr 2001 von dem Regisseur Alejandro Amenábar, der auch das Drehbuch zum Film schrieb. Die Hauptrolle spielte Nicole Kidman.

## Handlung
Im Jahr 1945 wohnt Grace Stewart mit ihren beiden Kindern Anne und Nicholas in einem abgelegenen Landhaus auf der Kanalinsel Jersey, nachdem ihr Mann Charles vor eineinhalb Jahren für England in den Krieg gezogen ist. Die Kinder, die in bigotter Manier erzogen werden, leiden an einer Lichtallergie und dürfen deshalb niemals dem Sonnenlicht ausgesetzt werden. Ein Thema des Hausunterrichts, den Grace abhält, ist der Limbus: ein mythologischer Ort, an den dem Volksglauben nach Seelen, die ohne eigenes Verschulden vom Himmel ausgeschlossen wurden, nach ihrem Tod gelangen und bleiben sollten.
Das gesamte Personal des Hauses ist eines Tages ohne Nachricht verschwunden, daher engagiert Grace in der Woche darauf die Haushälterin Mrs. Mills, den Gärtner Mr. Tuttle und die stumme Dienstbotin Lydia, die an ihrer Tür klingeln, als neues Personal. Grace stellt klar, dass in allen Räumen, in denen sich die Kinder aufhalten, stets die Vorhänge zugezogen und die Türen nach Betreten eines Raumes immer abgeschlossen werden müssen.
Den Alltag stören zunehmend unerklärliche Vorfälle: Türen öffnen und schließen sich von selbst, das Klavier erklingt wie von Geisterhand, unerklärliche Schritte hallen durch das Haus. Anne erzählt Grace sogar von einem gleichaltrigen Kind namens Victor und einer mysteriösen alten Frau, die sich häufiger mit ihr unterhalten haben sollen.
Kurz darauf entdeckt Grace ein altes Fotoalbum mit Abbildungen Verstorbener, die kurz nach ihrem Ableben ein letztes Mal fotografiert wurden. Erschüttert verlässt Grace das Haus, um den Pfarrer der nahen Gemeinde wegen der vermeintlichen Heimsuchung durch übernatürliche Kräfte um Hilfe zu bitten. Doch Grace verirrt sich stattdessen im dichten Nebel und trifft dabei überraschenderweise ihren aus dem Krieg heimkehrenden Ehemann Charles.
Während dieser seltsam abwesend wirkt und sich in das eheliche Schlafzimmer zurückzieht, kommt es zwischen Grace und ihrer Tochter zu einer handgreiflichen Auseinandersetzung: Grace sieht eine unbekannte Greisin in Annes Erstkommunionskleid und geht auf diese los – tatsächlich handelt es sich aber um ihre Tochter Anne, die aufgrund der Attacke ihrer Mutter nun erst recht verstört ist.
Erschöpft sucht Grace ihren Mann auf und macht ihm heftige Vorwürfe dafür, dass er in den Krieg gezogen sei und seine Familie im Stich gelassen habe. Daraufhin verbringen beide eine Liebesnacht miteinander; am nächsten Morgen ist Charles allerdings ohne Abschied wieder spurlos verschwunden.
Von nun an eskaliert die Situation: Sämtliche Vorhänge im Haus sind plötzlich verschwunden, was Grace und ihre Kinder in Panik versetzt. In der folgenden Nacht schleichen sich die Kinder neugierig aus dem Haus. Zu ihrem Entsetzen finden sie im Garten drei Grabsteine mit den Namen der Angestellten Mrs. Mills, Mr. Tuttle und Lydia. Zur selben Zeit stößt Grace im Haus auf ein Totenbild vom Dezember 1891 mit der Abbildung ihrer drei Hausangestellten.
Wenig später werden Anne und Nicholas Zeugen einer Séance mit jener mysteriösen alten Frau als Medium, die bereits mehrmals Kontakt zu Anne gesucht hatte. Es stellt sich überraschend heraus, dass „die Anderen“ keine Geister, sondern tatsächlich Menschen aus Fleisch und Blut sind. Grace und ihre Kinder hingegen sind bereits tot, waren sich dessen jedoch nicht bewusst.
Die Belastung, sich ohne ihren Mann um ihre kranken Kinder kümmern zu müssen, und die daraus entstandene Isolation hatten Grace in den Wahnsinn und zur Verzweiflungstat getrieben, beide Kinder mit ihren Kissen zu ersticken und sich daraufhin selbst zu erschießen. Seitdem wohnten sie als Geister im Haus, das inzwischen an eine andere Familie verkauft worden war, die auch für die unerklärlichen Geräusche und das Entfernen der Vorhänge verantwortlich war, für Grace und ihre Kinder aber unsichtbar blieb. Der im Krieg gefallene Charles war als Geist zurückgekehrt, um Abschied von seinen Lieben zu nehmen, bevor er wieder an den Ort seines Todes, an die Front des inzwischen beendeten Krieges, zurückkehren musste.
Auch das Auftauchen der einst an Tuberkulose verstorbenen Hausangestellten findet nun eine Erklärung: Die drei hatten Grace und die Kinder schonend auf die „veränderten Umstände“ einstimmen und gewissermaßen als Lotsen ins Jenseits dienen wollen, waren aber an Grace’ Ignoranz und Sturheit gescheitert.
Grace’ Gottvertrauen hat zwar gelitten, dafür aber gewinnt sie die Zuneigung ihrer Tochter zurück; auch wird die Liebe zu beiden Kindern und dem Haus noch stärker als zuvor. Während Mrs. Mills für alle eine „gute Tasse Tee“ zubereitet, betonen Grace und ihre Kinder mit dem wiederholt gemeinsam ausgesprochenen Satz „Dieses Haus gehört uns!“ den ungebrochenen Besitzanspruch auf ihr Zuhause, das nun zu ihrem persönlichen Limbus wird.
Derweil verlässt die Familie der Lebenden das Anwesen, das daraufhin mit einem Schild am Tor wieder zum Verkauf angeboten wird.

## Hintergrund
- Der Film, dessen Schauplatz ausschließlich ein herrschaftliches Haus mit ausgedehnter Gartenanlage ist, wurde hauptsächlich in Spanien (Außenaufnahmen auf einem Anwesen in Las Fraguas (Kantabrien); Innenaufnahmen in Madrid) gedreht. Zusätzliche Drehorte lagen auf Oheka Castle und Jersey.
- Im Film entpuppt sich ein bleiches Gesicht als Ausschnitt eines Gemäldes. Der Bildausschnitt wurde dem tatsächlichen Gemälde The Wounded Cavalier des Malers William Shakespeare Burton nachempfunden.
- Die Handlung weist zahlreiche Parallelen zu dem Horrorklassiker Schloss des Schreckens (1961) auf: In beiden Filmen beschränkt sich der Personenkreis auf eine streng religiöse Frau, die mit zwei Kindern und wenigen Bediensteten in einem düsteren Herrenhaus lebt. Wie in Schloss des Schreckens wird in The Others die Anwesenheit von Geistern nur durch Geräusche und dezente visuelle Mittel angedeutet. In beiden Filmen beteuert die Protagonistin immer wieder, dass sie die Kinder beschützen müsse, entpuppt sich am Ende aber als deren eigentliche Gefahr.
- Die Produktionskosten wurden auf rund 17 Millionen US-Dollar geschätzt. In den Kinos weltweit wurden rund 210 Millionen US-Dollar eingespielt, davon rund 96 Millionen US-Dollar in den Kinos der USA.
- Kinostart in den USA war am 10. August 2001, in Deutschland am 10. Januar 2002.
- Die Erstausstrahlung im Free-TV erfolgte am 14. November 2004 auf Sat.1. Bei einem Marktanteil von 11,0 Prozent verfolgten 4,0 Millionen Zuschauer den Film.[2]

## Kritiken
Lexikon des internationalen Films: „An klassischen Vorgaben orientierter düsterer Thriller, dessen vermeintlich vorhersehbare Geschichte in dem Augenblick umschlägt, in dem man glaubt, alles begriffen zu haben. Eine nachhaltige Irritation, die die Möglichkeiten des Genres auslotet, ist die Folge. Verhalten inszeniert, da es weniger um Effekte als um eine klaustrophobische Grundstimmung und tiefe Trauer geht.“
Wolfgang Huang schrieb auf filmspiegel.de: „Keine Messer, keine Schlitz-Szenen, keine dunklen, vermummten Killer, allein die Musik ist klassisch spannungsfördernd, um nicht zu sagen spannungsheischend eingesetzt. Ansonsten beschränkt sich Amenabar auf wohltuend geringe Mittel: zufallende Türen, ein Lichtschein, ein Seufzen. Mit dieser sparsamen Ausstattung an Effekten gelingt es Amenabar, die Spannung geschlagene eineinhalb Stunden aufrecht zu erhalten [sic]- äusserst [sic] bemerkenswert. Dass dies gelingt, hat er auch seinen Darstellern zu verdanken.“
Manfred Müller schrieb in Der Spiegel: „Der spanische Regisseur Alejandro Amenábar hält eindrucksvoll Einzug in Hollywood. Mit seinem subtilen Gruselfilm „The Others“ trieb er seine Hauptdarstellerin Nicole Kidman zu Höchstleistungen an und schuf einen Genreklassiker, der ohne grelle Effekte auskommt und auf die Phantasie des Zuschauers setzt.“
Rüdiger Suchsland schrieb auf artechock.de: „The Others ist ein klug kalkulierter moderner Thriller und wirkt doch wie ein Film aus einer anderen Zeit. Hierin liegt seine besondere Qualität. Denn in seinem Stil erinnert der über weite Strecken gelungene Film des Spaniers Alejandro Amenabar vor allem an Hitchcocks Rebecca und andere Filme der 40er Jahre.“
Philipp Bühler schrieb in Die Tageszeitung: „Natürlich ist es vor allem das nostalgische Flair, das „The Others“ von neueren Mystery-Thrillern wie „Sixth Sense“ abhebt. Viktorianische Kommoden sind einfach behaglicher als ausflippende Kühlschränke und Fernsehgeräte. Und sicher hätte Amenábar sein Manderley weniger konventionell abfilmen können. […] Aber selbst notorische Auskenner werden zugeben müssen, dass Nicole Kidman hervorragend spielt.“

## Auszeichnungen
Nicole Kidman wurde für ihre Rolle für den Golden Globe Award nominiert. Sie gewann den London Critics’ Circle Film Award und den Kansas City Film Critics Circle Award.
The Others gewann acht Goyas, darunter den für den besten Film, und ist damit der erste Film, der einen Goya in dieser Kategorie erhielt, obwohl er nicht ein Wort Spanisch enthält.
Bei der Verleihung der British Academy Film Awards 2002 wurde Nicole Kidman als beste Hauptdarstellerin nominiert, Alejandro Amenábar erhielt eine Nominierung für das beste Drehbuch.
Der Film gewann drei Saturn Awards (Bester Horrorfilm, Nicole Kidman und Fionnula Flanagan), außerdem wurde er in drei weiteren Kategorien für diesen Preis nominiert.
Alejandro Amenábar gewann für die Filmmusik den American Society of Composers, Authors and Publishers (ASCAP) Film and Television Music Award. Er wurde für die Regie und das Drehbuch für den American Latino Media Arts Award nominiert. Außerdem wurde er für den Bram Stoker Award nominiert.
Die beiden Kinderdarsteller Alakina Mann und James Bentley wurden für den Young Artist Award nominiert, wobei James Bentley gewann.